# Casselman Bridge
Le Casselman Bridge (français : Pont de Casselman) est un ouvrage de transport situé à proximité de Grantsville, dans le Comté de Garrett, dans l'état américain du Maryland. Franchissant la rivière Casselman, il a été construit entre 1813 et 1814, en tant qu'élément de la National Road. Depuis 1957, il est intégré au parc Casselman River Bridge State Park. Il est depuis 1964 inscrit au registre des sites historiques nationaux (National Historic Landmark) et depuis 1966, au Registre national des lieux historiques (National Register of Historic Places).

## Histoire

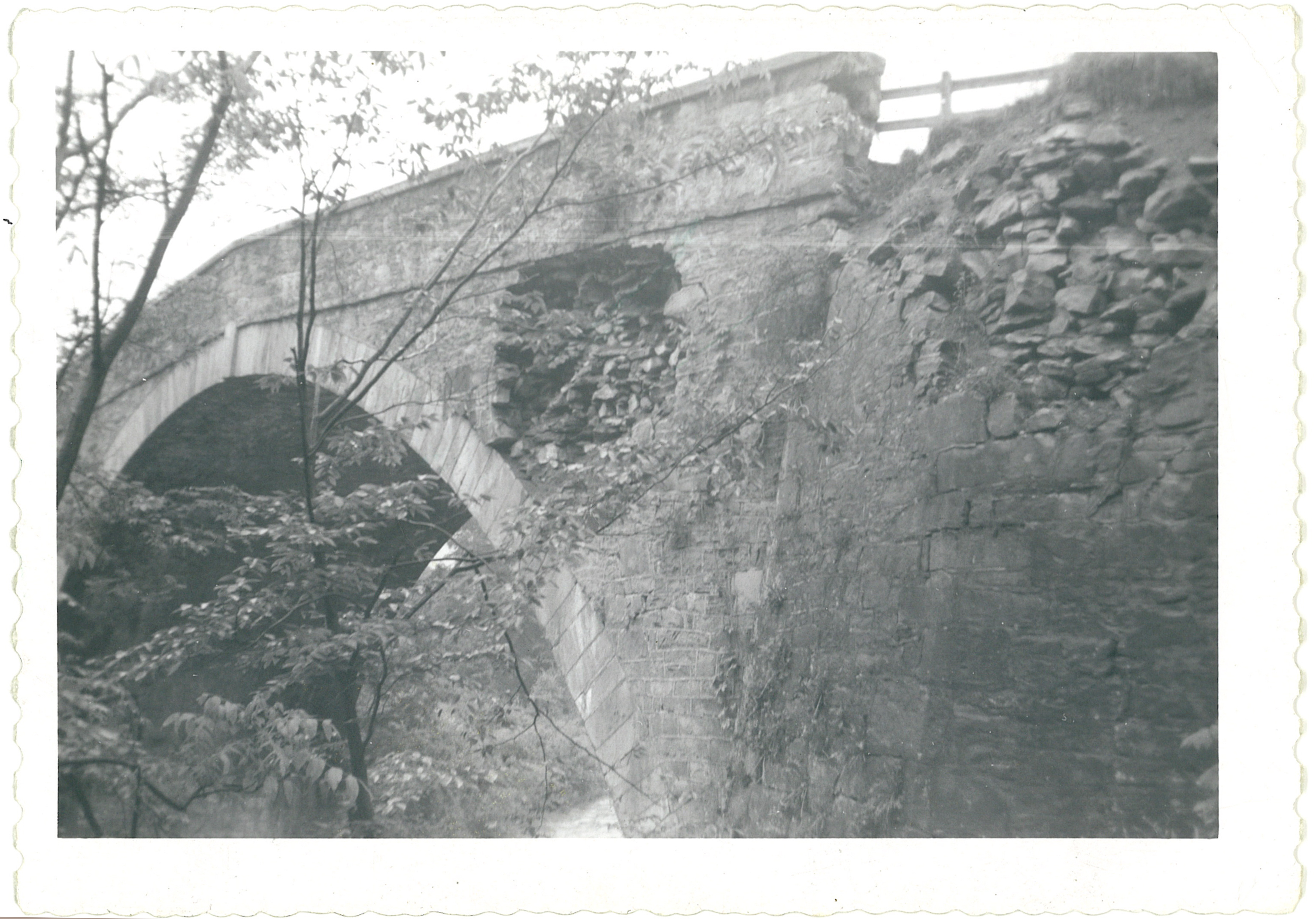
Le pont en 1940

Le pont a été construit entre 1813 et 1814 par David Shriver, Jr., superintendant de la « Cumberland Road » (la National Road) pour faciliter le mouvement vers les régions sauvages de l'ouest, après Cumberland dans le Maryland. Les premiers véhicules traversent le pont en 1815 et un fort trafic s'installe après l'ouverture de la National Road. Au moment de sa construction, il fut celui qui avait la plus grande arche en pierre des États-Unis. Des véhicules ayant des chargements jusqu'à 10 tonnes traversent le pont. En 1911, le pont est renforcé afin de supporter les véhicules à moteur. Il reste en service jusqu'en 1933, date à laquelle un pont en acier fut érigé à proximité, sur le trajet de la Route 40 Alternate. Le pont est fermé au trafic routier en 1953.
Le pont est intégré au parc Casselman River Bridge State Park en 1957 sur une surface de 4 acres, (1,6 hectare).
En 1964, il est inscrit au registre des sites historiques nationaux (National Historic Landmark) et en 1966, au Registre national des lieux historiques (National Register of Historic Places).

## Architecture
Franchissant la rivière Casselman, le pont, d'une longueur de 108 mètres, est un pont à unique arche de 24 mètres. La hauteur de l'arche est de 9 mètres et la largeur de la route est de 15 mètres. 6 colonnes d'acier supportent la structure de chaque côté du pont.

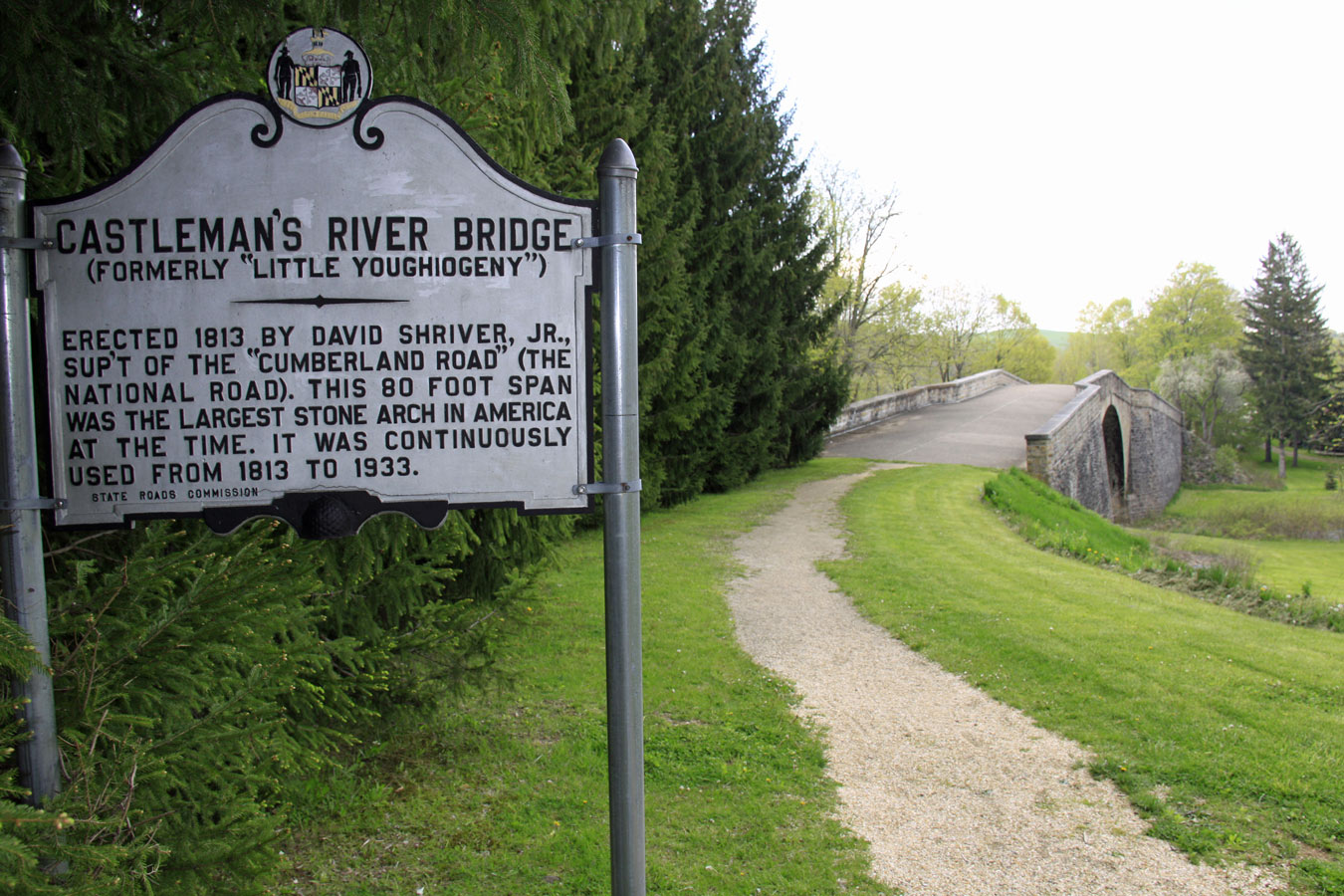
Panneau à côté du pont

Un panneau à côté du pont rappelle la construction du pont ; 

« Erected 1813 by David Shriver, Jr., Sup't of the "Cumberland Road" (The National Road). This 80 foot span was the largest stone arch in America at the time. It was continuously used from 1813 to 1933. »

 (trad : Érigé en 1813 par by David Shriver Jr., superintendant de la "Cumberland Road" (The National Road). Ce pont de 80 pied d'envergure était la plus grande arche en pierre d'Amérique à l'époque. Il a été utilisé sans discontinuer entre 1813 et 1933)

## Galerie

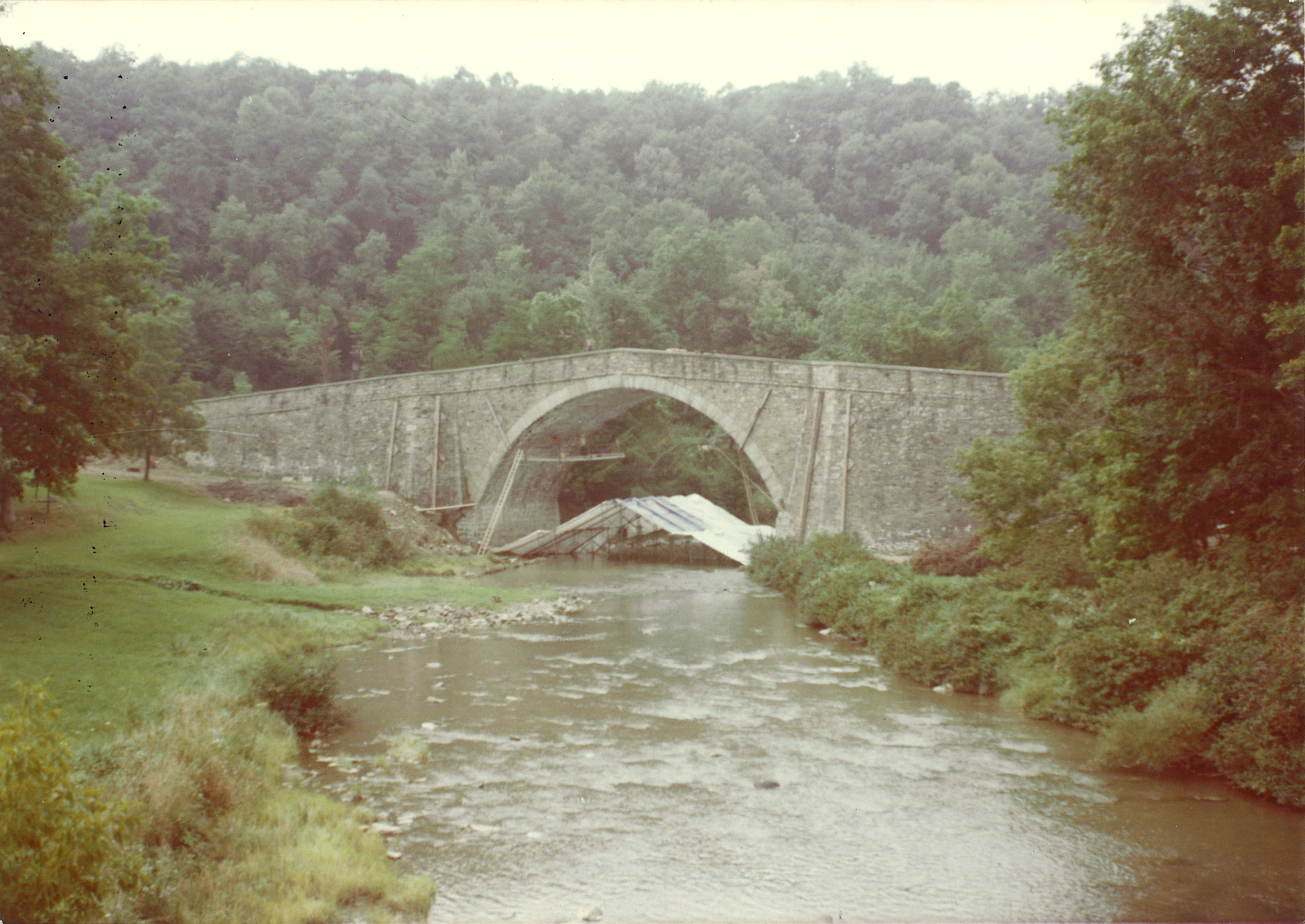
Le pont en 1977
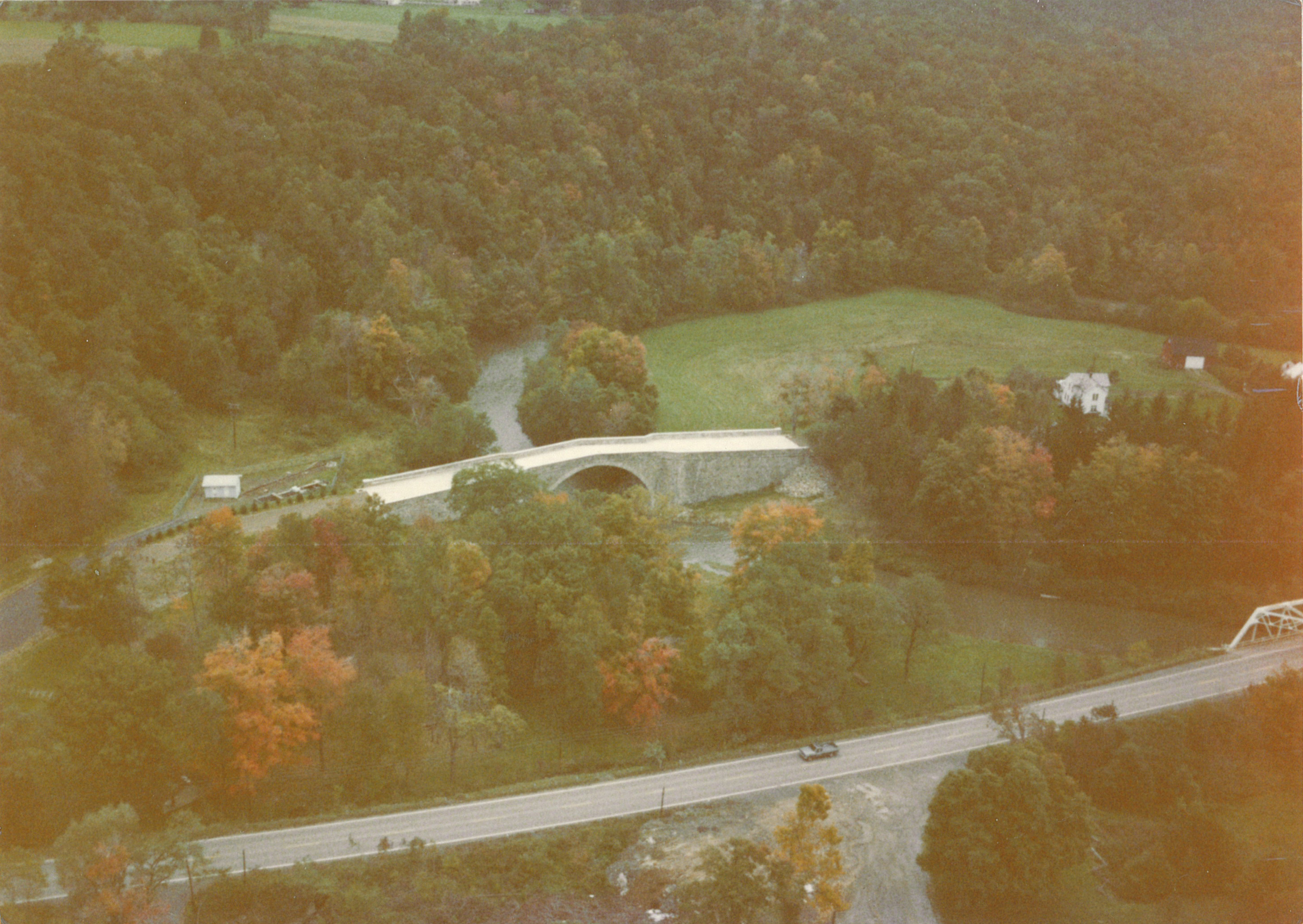
Vue aérienne de 1979
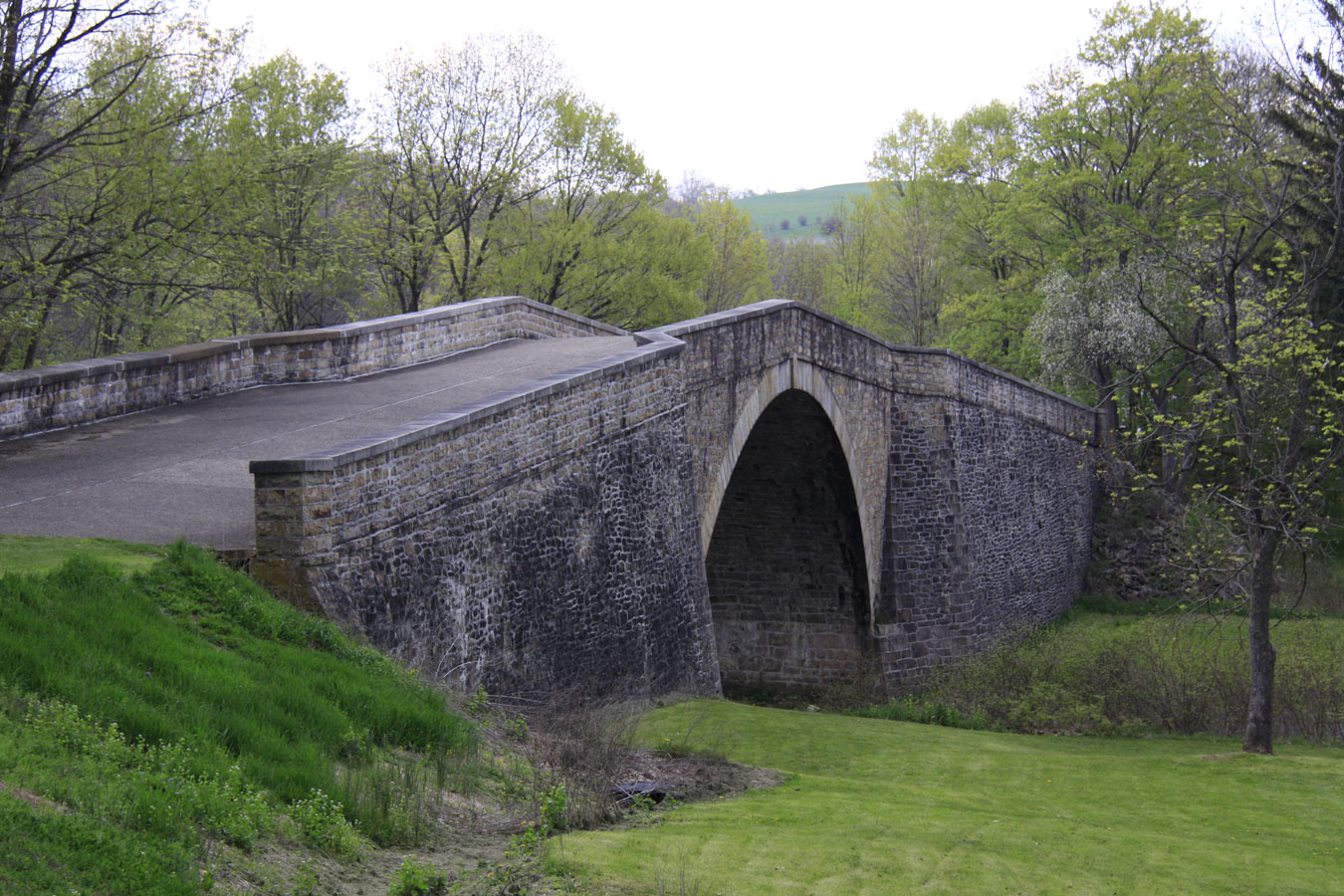
Vue de la route
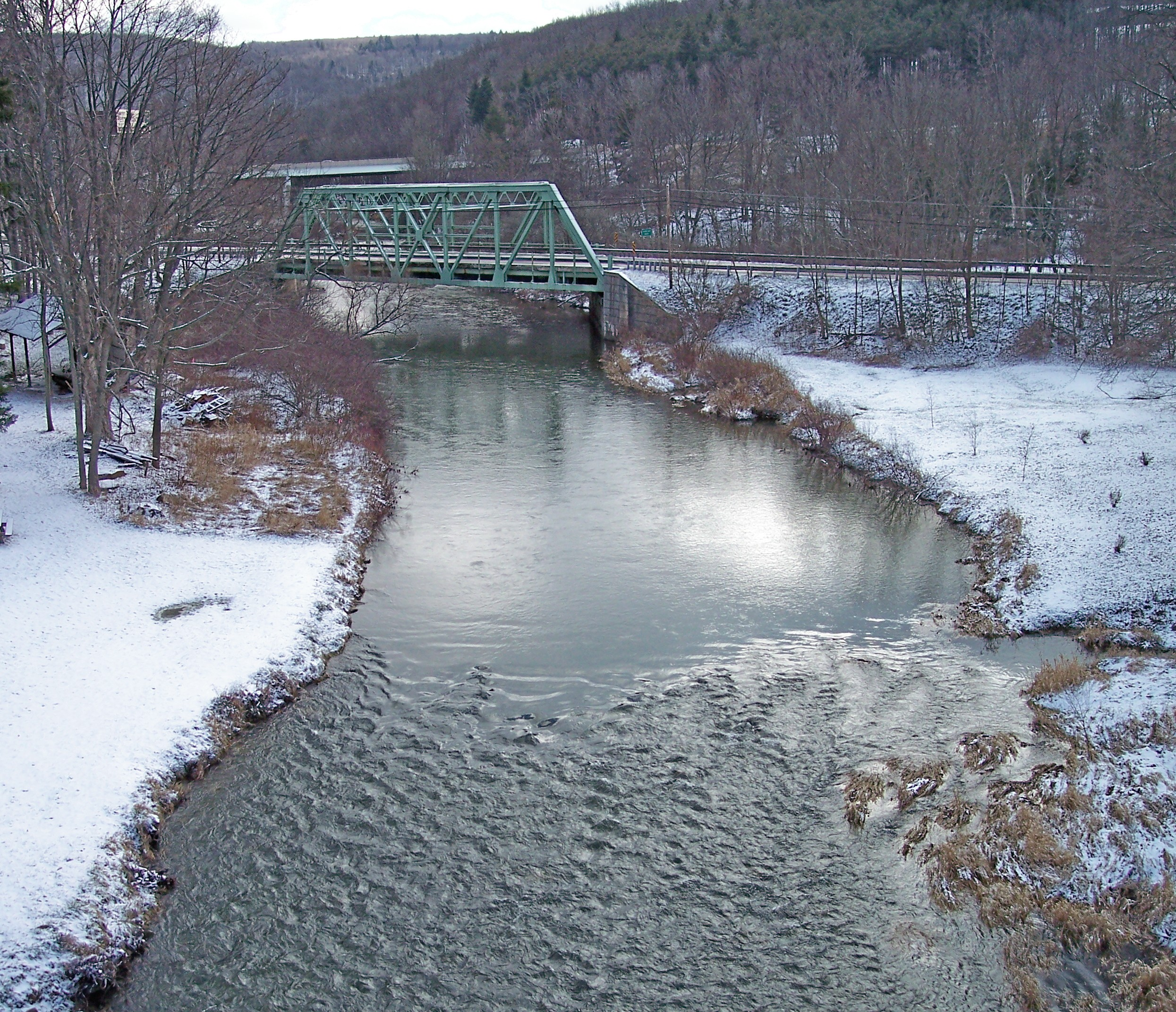
Pont en acier de la route 40 alternate